# Lee megye (Georgia)
Lee megye az Amerikai Egyesült Államokban, azon belül Georgia államban található. Megyeszékhelye és legnagyobb városa Leesburg. Lakosainak száma 33 163 fő (2020. április 1.). Lee megye Sumter, Crisp, Worth, Dougherty és Terrell megyékkel határos.

## Népesség
A megye népességének változása:
| Lakosok száma | 28 426 | 28 610 | 28 720 | 29 071 | 29 202 | 33 163 |
|               | 2010   | 2011   | 2012   | 2013   | 2015   | 2020   |